# Рут, Вильгельм
Юхан Вильхельм Руут (фин. и швед. Johan Wilhelm Ruuth; 1854, Раума, Або-Бьёрнеборгская губерния — 1928, Хельсинки) — финляндский историк, архивариус Государственного архива Финляндии, исследователь средневековой истории Финляндии и ряда городов, включая Выборг.

## Биография
Юхан Вильхельм Руут родился в городе Раума. Окончив в 1872 году гимназию в Ваасе, и спустя четыре года — Императорский Александровский университет, в 1882 году он защитил докторскую диссертацию по истории на тему «Изучение взаимоотношений Финляндии и Ганзейского союза до 1435 года». Некоторое время работал школьным учителем истории в Хельсинки и Пори, а с 1883 года преподавал историю и географию, а затем шведский язык и логику в выборгском Шведском лицее. В 1885 году, переехав в Хельсинки, Руут поступил на должность актуариуса (с 1905 года ‒ архивариуса) Государственного архива. В 1917‒1926 годах он возглавлял это крупнейшее архивное учреждение Финляндии, центр всех исследовательских работ в области археологии, национальной истории и охраны памятников. Скончался Руут в 1928 году в Хельсинки, похоронен на кладбище Хиетаниеми.